# Holcocera
Holcocera är ett släkte av fjärilar. Holcocera ingår i familjen förnamalar.

## Dottertaxa tillHolcocera, i alfabetisk ordning[1]
- Holcocera adjutrix
- Holcocera annectella
- Holcocera annulipes
- Holcocera anthracographa
- Holcocera aphidella
- Holcocera argyrosplendella
- Holcocera augusti
- Holcocera basipallidella
- Holcocera basiplagata
- Holcocera boreasella
- Holcocera busckiella
- Holcocera chalcofrontella
- Holcocera chloropida
- Holcocera coccivorella
- Holcocera confamulella
- Holcocera confectella
- Holcocera crassicornella
- Holcocera crescentella
- Holcocera cylindrota
- Holcocera dianella
- Holcocera digesta
- Holcocera dives
- Holcocera elyella
- Holcocera estriatella
- Holcocera eusaris
- Holcocera fasciata
- Holcocera fluxella
- Holcocera funebra
- Holcocera funerella
- Holcocera gibbociliella
- Holcocera gigantella
- Holcocera hemiteles
- Holcocera homochromatica
- Holcocera iceryaeella
- Holcocera illibella
- Holcocera inclusa
- Holcocera inconspicua
- Holcocera increta
- Holcocera insulatella
- Holcocera interpunctella
- Holcocera inunctella XXXXXX(synonym till Hypatopa inunctella)
- Holcocera irenica
- Holcocera lepidophaga
- Holcocera limicola
- Holcocera livorella
- Holcocera macrotona
- Holcocera maligemmella
- Holcocera melanostriatella
- Holcocera messelinella
- Holcocera minorella
- Holcocera modestella
- Holcocera montivaga
- Holcocera moriutiella
- Holcocera morrisoni
- Holcocera nana
- Holcocera nephalia
- Holcocera nigrostriata
- Holcocera nucella
- Holcocera ochrocephala
- Holcocera orthophrontis
- Holcocera panurgella
- Holcocera paradoxa
- Holcocera percnoscia
- Holcocera phenacocci
- Holcocera pineae
- Holcocera plagiatella
- Holcocera pugionaria
- Holcocera pulverea
- Holcocera punctiferella
- Holcocera purpurocomella
- Holcocera pusilla
- Holcocera quisquiliella
- Holcocera reductella
- Holcocera rufopunctilla
- Holcocera sciaphilella
- Holcocera simulella
- Holcocera spoliatella
- Holcocera spretella
- Holcocera stygma
- Holcocera subsenella
- Holcocera sylvestrella
- Holcocera sympasta
- Holcocera tartarella
- Holcocera texanella
- Holcocera titanella
- Holcocera titanica
- Holcocera triangularisella
- Holcocera ursella
- Holcocera vestaliella
- Holcocera villella
- Holcocera zelleriella